# Borís Ívtxenko
Borís Ívtxenko (ucraïnès: Бори́с Ві́кторович І́вченко, Borýs Víktorovytx Ívtxenko; rus: Борис Викторович Ивченко, Borís Víktorovitx Ívtxenko) va ser un actor i director de cinema ucraïnès i soviètic. Era fill d'un altre director de cinema ucraïnès i soviètic, Víktor Ívtxenko.

## Biografia
Ívtxenko va néixer el 29 de gener de 1941 a Zaporíjia, RSS d'Ucraïna. Es va graduar de la Universitat Nacional de Teatre, Cinema i Televisió de Kíiv el 1966. Ívtxenko va treballar tota la seva vida als estudis de cinema Dovjenko. Va morir el 28 de juny de 1990 i està enterrat al cementiri de Baikove.

## Filmografia

### Actor
- 1958 EA — Accident extraordinari
- 1960 Fortalesa sobre rodes
- 1960 Sang humana, no aigua
- 1961 Dmytro Horytsvit
- 1968 Annychka
- 1979 Babilònia XX

### Cineasta
- 1966 Entreacte
- 1968 Annychka
- 1971 Olesya
- 1972 La carta perduda
- 1973 Quan una persona somriu
- 1974 Maryna
- 1976 Memòria de la Terra
- 1979 Sota la constel·lació de Bessons
- 1980 El pa de demà
- 1981 Dos dies de desembre
- 1982 Viatge estrellat
- 1983 Expulsió sobtada
- 1990 Històries sobre Ivan